# Magno Alves
Magno Alves de Araújo (né le 13 janvier 1976 à Aporá au Brésil) est un footballeur internationalbrésilien.

## Biographie
"Magnata" a été le meilleur du championnat du Brésil en 2000 avec le Fluminense FC et meilleur buteur du championnat du Japon en 2006 avec le Gamba Osaka.

## Palmarès
- Champion de l'État de Rio de Janeiro : 2002
- Champion de Serie C du Brésil : 1999
- Supercoupe du Japon : 2007
- Champion du Japon : 2005 et 2007
- Coupe du Corée du Sud : 2003